# Morristown (Vermont)
Morristown – miasto w Stanach Zjednoczonych, w stanie Vermont, w hrabstwie Lamoille.